# Dalea aurea
Dalea aurea là một loài thực vật có hoa trong họ Đậu. Loài này được C.Fraser miêu tả khoa học đầu tiên.